# پلات دی. بابیت

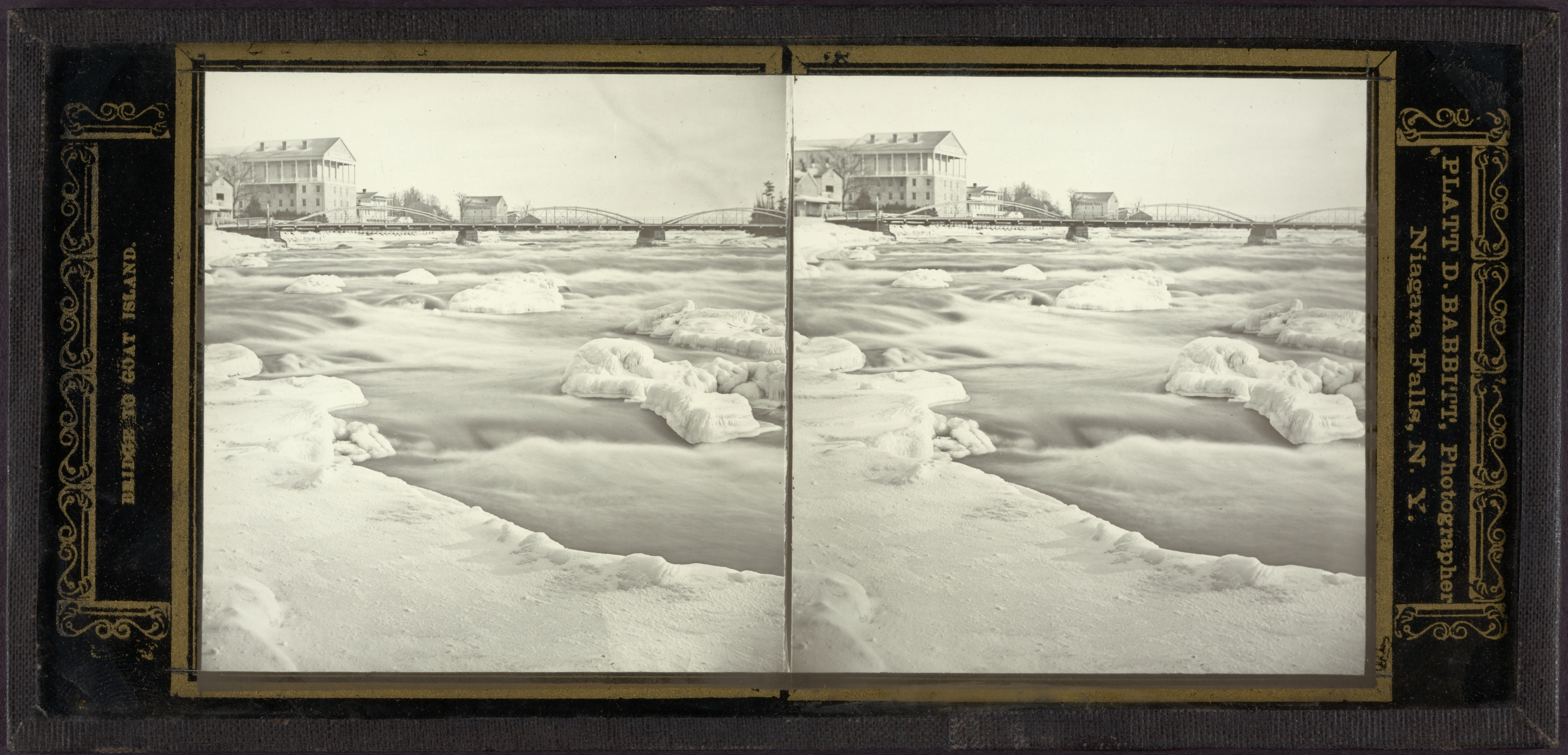
پل به جزیره بز

پلات دی. بابیت (انگلیسی: Platt D. Babbitt; ۲۲ مهٔ ۱۸۲۲ – ۲۱ اوت ۱۸۷۹) یک عکاس آمریکایی بود. شهرت او به دلیل عکس‌هایی است که در منطقه آبشارهای نیاگارا گرفته است. عکس‌های او افرادی را به تصویر می‌کشد که نزدیک لبه مشرف به آبشار ایستاده بودند. او همچنین از مناظر زمستانی این منطقه عکاسی کرد.

## زندگی‌نامه
بابیت در لنسبرو، ماساچوست به دنیا آمد. او در نوامبر ۱۸۵۰ نمایشگاه عکس را در خیابان ریدآوت در لندن، انتاریو افتتاح کرد. او به آبشار نیاگارا سفر کرد و در آنجا با عکس‌هایی که از آبشار می‌گرفت، آنجا را تبلیغ کرد. در سال ۱۸۵۳ او در آبشار نیاگارا، نیویورک در غرفه‌ای مشرف به آبشار مستقر شد و از آنجا عکس‌های داگرئوتیپ و آمبروتایپ را به بازدیدکنندگان می‌فروخت. او همچنین از مناظر زمستانی این منطقه عکاسی کرد.
بابیت در ۱۷ ژوئیه ۱۸۵۳ از جوزف اوری در حالی که چوبی را در تندبادهای بالای آبشار نگه داشته بود، عکس گرفت. اوری یکی از سه مردی بود که قایقشان در جریان آب واژگون شد. دو نفر از آن‌ها از روی آبشار پرت شدند، جان باختند، اما اوری توانست به مدت ۱۸ ساعت چوبی را که در میان صخره‌ها گیر کرده بود نگه دارد و پس از یک سری تلاش‌های نجات ناموفق تسلیم شد و جان باخت.
بابیت تا زمان مرگش در سال ۱۸۷۹ به عکاسی ادامه داد. کارهای او شامل تصاویر نمای استریو شیشه‌ای است. حساب‌های روزنامه‌ها گزارش می‌دهند که او تصاویر «آویز پنجره» را نیز ساخته است. حداقل یکی از نگاتیوهای استریوی او در نمای استریوی کاغذی آنتونی ثبت شده است. او با ساوتورث و هاوز مکاتبه کرد و یک یا دو دستگاه استریوسکوپ سالنی آنها را خرید.
روزنامه آبشار نیاگارا گزارش داد که بابیت در صبح روز ۲۱ اوت ۱۸۷۹ با غرق کردن خود در ساوت‌ ولز در شهرستان ایری، نیویورک، خودکشی کرد. او از غش و ضعف رنج می برد. همسرش کلاه او را در بالای دریفت‌وود در نهر کازنوویا و سپس جسد او را در نهر پیدا کرد. بابیت قبل از مرگ جیب‌هایش را از کاغذ و پول خالی کرده بود و طناب کوتاهی به گردنش و سر دیگرش را دور یک سنگ صاف بسته بود. او در سینسیناتی به خاک سپرده شد.

## نگارخانه

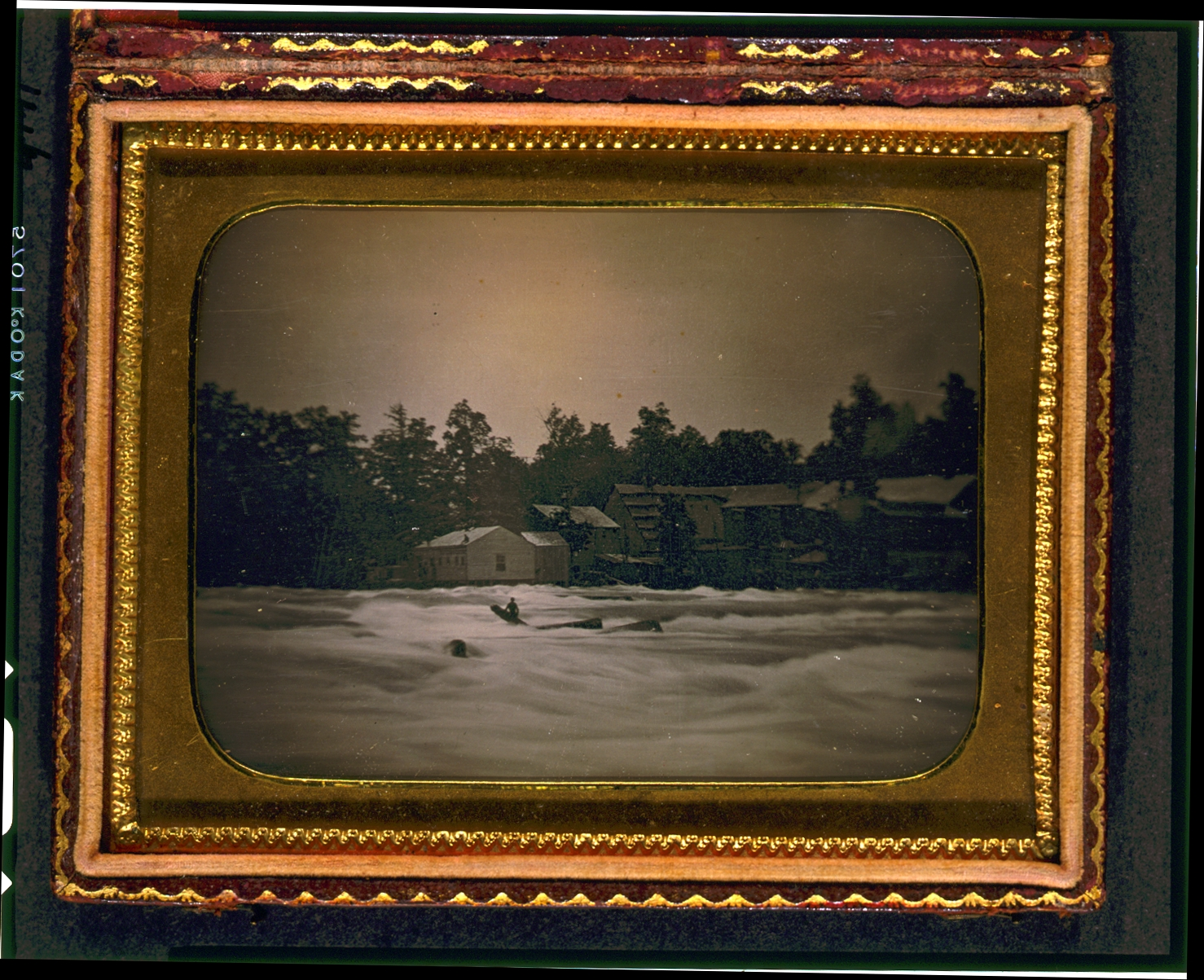
مردی که در رودخانه نیاگارا روی صخره‌ها گیر افتاده است
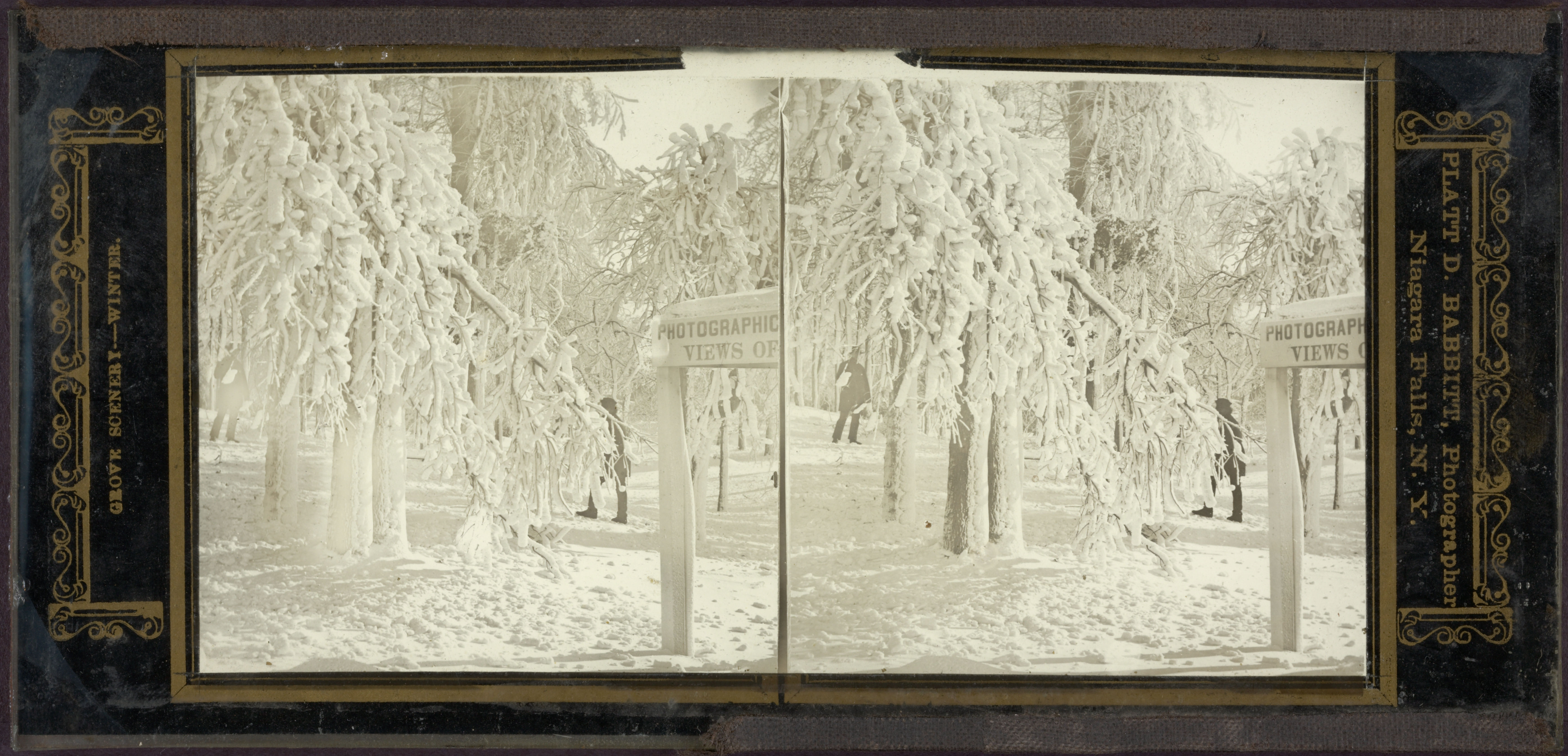
مناظر درختستان، زمستان
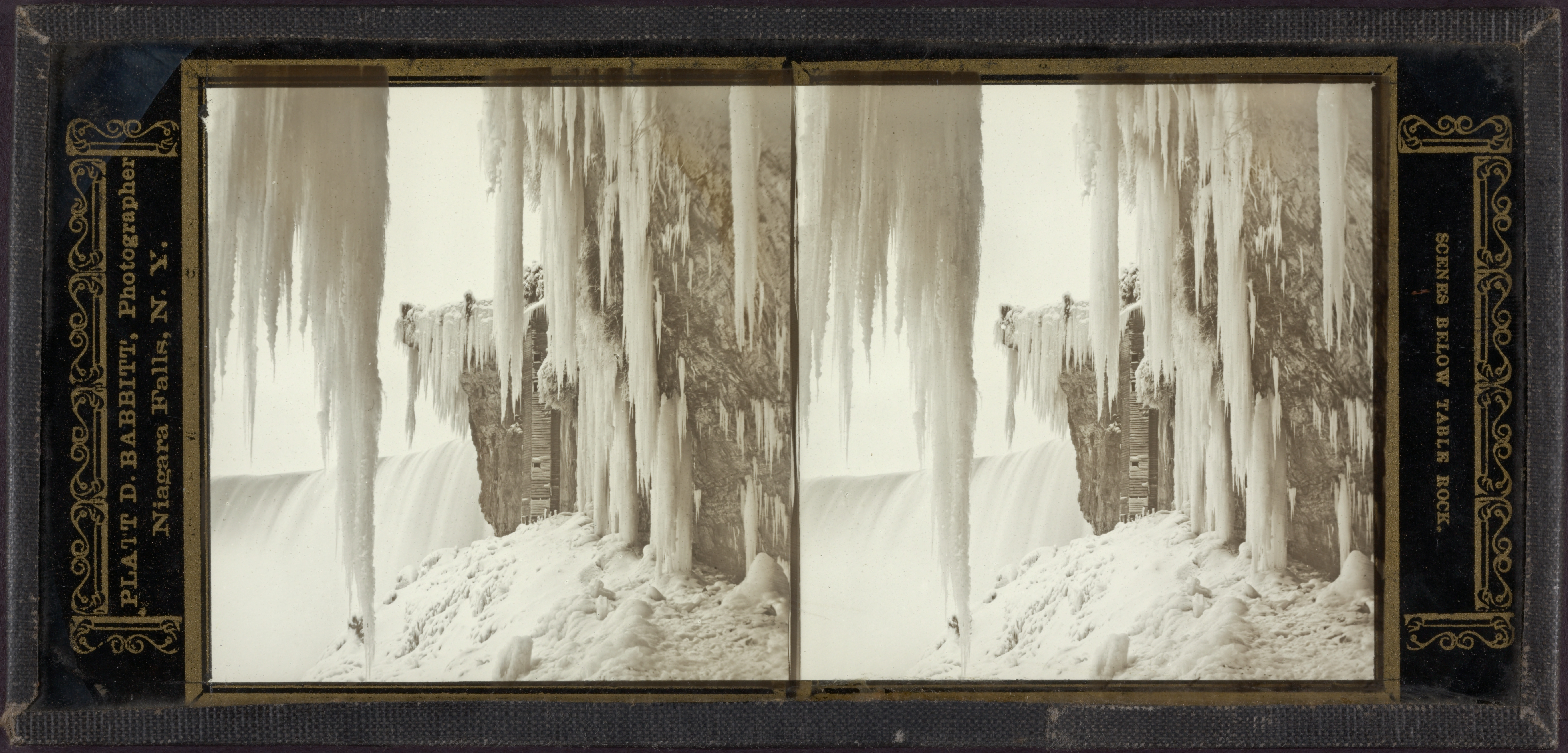
صحنه‌های زیر تیبل راک